# 2026-os labdarúgó-világbajnokság-selejtező (interkontinentális pótselejtezők)
A 2026-os labdarúgó-világbajnokságra való kijutás utolsó lehetősége az interkontinentális pótselejtező. Hat csapat fog megmérkőzni a maradék két helyért. A két legjobb helyen rangsorolt csapatnak csak egy meccset kell megnyerni a kijutásért. A másik 4 csapat előtte még 1-1 meccsen dönti el hogy kik mérkőzhetnek meg az erőnyerőkkel.

## Kvalifikált csapatok
| Konföderáció | Helyezés                                            | Csapat       | Kvalifikáció dátuma |
| ------------ | --------------------------------------------------- | ------------ | ------------------- |
| AFC          | Ötödik forduló (play-off) győztese                  |              | 2025. november 18.  |
| CAF          | Rájátszás győztese                                  |              | 2025. november      |
| CONCACAF     | Harmadik forduló, csoport másodikok első kiemelt    |              | 2025. november      |
| CONCACAF     | Harmadik forduló, csoport másodikok második kiemelt |              | 2025. november      |
| CONMEBOL     | hetedik helyezett                                   |              | 2025. szeptember    |
| OFC          | Egyenes kieséses szakasz második                    | Új-Kaledónia | 2025. március 25.   |